# 威廉·格雷厄姆·萨姆纳
威廉·格雷厄姆·萨姆纳（英語：William Graham Sumner，1840年10月30日—1910年4月12日）美国牧师、社会科学家和古典自由主义者，在耶鲁大学教授社会科学，并在那里担任美国第一位社会学教授，并成为其他主要学校中最有影响力的教师之一。萨姆纳在社会科学方面著述颇丰，撰写了大量关于伦理学、美国历史、经济史、政治理论、社会学和人类学的书籍和论文。他支持自由放任的经济、自由市场和金本位，此外还创造了“民族中心主义”一词，并认为这是他强烈反对的帝国主义的根源。他反对精英主义，支持中产阶级“被遗忘的人”。他对美国保守主义有长期的影响。